# North American XF-108 Rapier
Норт Амерікан XF-108 «Ре́йпієр» (англ. North American XF-108 Rapier) — експериментальний високошвидкісний перехоплювач. Був спроєктований компанією North American Aviation для захисту від радянських стратегічних бомбардувальників. Крейсерська швидкість перехоплювача повинна була сягати M=3 (3240 км/год), а відстань польоту без дозаправлення 1,900 кілометрів. Був оснащений радаром і ракетами для виявлення й ураження цілей на відстанях до 160 кілометрів.
Щоб обмежити витрати на розробку, двигуни розроблювалися спільно з двигунами для стратегічного бомбардувальника North American XB-70 Valkyrie й використовували певні елементи попередніх проєктів перехоплювачів. Був побудований лише дерев'яний макет, оскільки програма була скасована у 1959 році через нестачу коштів і вибору СРСР балістичних ракет у якості основного засобу ядерного нападу. Якби він був побудований, F-108 був би найтяжчим винищувачем-перехоплювачем свого часу.
До скасування проєкту президент Сполучених Штатів Дуайт Ейзенхауер відмітив, що прийняття перехоплювача F-108 на озброєння коштувало б 4 млрд доларів платникам податків.

## Розробка

### LRI-X
На початку 1950-х років ВПС США повідомили про необхідність високошвидкісного дальнього перехоплювача. 20 липня 1955 року було офіційно повідомлено про створення програми Long Range Interceptor, Experimental (LRI-X), що мав замінити F-102 Delta Dagger/F-106 Delta Dart. Умови проєкту були встановлені в жовтні 1955 року. Потрібний був перехоплювач, що міг літати на висоті 60000 футів (18000 м) зі швидкістю 1,7 Мах (1122 миль на годину) (1,806 км/год) на відстань 1000 миль (1600 км). Літак мав отримати екіпаж з двох чоловік і щонайменше два двигуни. Ще одною умовою була можливість встановити інтегровану систему керування вогнем, що дозволило б перехопити бомбардувальник на відстані 60 морських миль (110 км) і можливість знищення трьох цілей під час однієї місії.
З восьми зацікавлених компаній контракт на попередні дослідження був виданий North American Aviation, Lockheed і Northrop 11 жовтня 1955 року, через п'ять днів після випуску специфікації. З проєктів на папері пропозиція North American, що отримала назву «NA-236», видалася найбільш перспективною. NA-236 мав дещо подібне з XF-108 крило, хоча найбільш очевидними відмінностями були два «плавці» на середньому полі горизонтальних стабілізаторів і заламані крила. Політичні й бюджетні труднощі призвели до скасування програми 9 травня 1956 року.

### WS-202A
Після значної плутаниці програма була відновлена 11 квітня 1957 року, коли був підписаний контракт з North American Aviation на два прототипи. Проєкт отримав назву XF-108, також відому як «Weapon System 202A» (WS-202A). Назва проєкту в компанії North American Aviation була «NA-257», хоча він був ідентичним NA-236. У той самий час командування ППО очікувало близько 480 літаків.
Фінальний дизайн пройшов через значну еволюцію завдяки своїй передовій технології й постійній зміні вимог ВПС США. Ранні зміни помітно відрізнялися «качками», що мали довжину 19 футів 10 дюймів (6,04 м) й розгорткою крила в 53,5°. Літак в цій конфігурації мав би максимальну злітну масу 99400 фунтів (45088 кг) з робочою стелею 72550 футів (22113 м). Як доповнення до ролі перехоплювача XF-108, у North American Aviation запропонували його як винищувач супроводження для свого власного прототипа бомбардувальника XB-70 Valkyire. Ці два проєкти мали багато спільного, зокрема рятувальну капсулу й двигуни General Electric YJ93. Інша роль XF-108 була у тому щоб стати «заповнювачем проміжків» для Системи Дистанційного Сповіщення (DEW); завдяки великій швидкості XF-108 міг сканувати до 278000 квадратних миль (720000 км²) на годину.
З вересня 1958 року були проведені суттєві технічні й конструкторські зміни, проте в SAC втратили інтерес до концепції винищувачів супроводження. Щоб супроводжувати XB-70 до цілі й назад, XF-108 у своїй початковій концепції мав би в кращому випадку незначний діапазон. 30 грудня 1958 року кількість літаків дослідної серії YF-108A за замовленням було скорочено з 31 до 20, а перший випробовувальний політ був відкладений з лютого на квітень 1961 року. Кінцевий дизайн, що був побудований як макет XF-108 у повному розмірі, був показаний офіцерам ВПС 17-20 січня 1959 року. 15 травня 1959 року проєкту була дана назва «Рапіра», після того як командування ППО провело конкурс серед пілотів.

## Скасування
Навіть коли програма XF-108 мала значний прогрес, були ознаки, що могли б призвести до його можливого скасування. Нечітка загроза радянського бомбардувальника, зростальна тенденція до використання наступальних і оборонних ядерних ракет у кінці 1950-х — початку 1960-х років, зростання витрат сприяли скасуванню проєкту XF-108. Скасування було оголошене 23 вересня 1959 року. У North American Aviation продовжували покращувати проєкт до 1960 року сподіваючись що програма може бути відновленою. Попри додаткові витрати грошей і часу, витрачені на «Рапіру», це було не дарма; Ударний бомбардувальник North American A-5 Vigilante, розроблений для військово-морського флоту США, що був зрештою модифікований на розвідувальний літак морського базування, зберіг конструкцію фюзеляжу, зброї та систем «Рапіри». У всьому Vigilante можна розглядати як успішне використання принципів дизайну «Рапіри» у надзвуковому дизайні літаків, призначених для швидкостей у 2 Маха.
Hughes Aircraft буде продовжувати розробку вдосконаленої системи керування вогнем й ракети GAR-9. Розробка радарів і ракет XF-108 була продовжена ВПС США, і система зрештою використовувалася у програмі Lockheed YF-12. Кінцева конфігурація задньої кабіни в YF-12A виглядала аналогічно до конфігурації у XF-108, оскільки вона містила в собі ті ж дисплеї та елементи керування, що необхідні для системи керування вогнем Hughes AN / ASG-18.